# 麦德林河

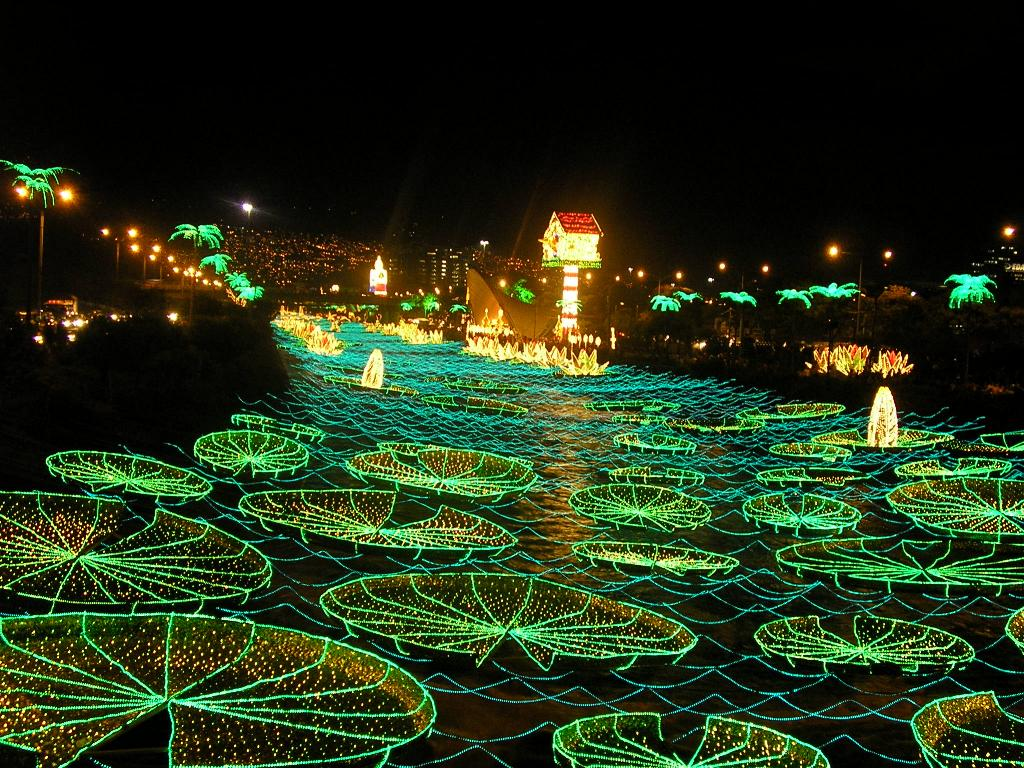
麦德林河2004年圣诞夜景色

麦德林河（西班牙語：Rio Medellín）是哥伦比亚的一条河流，穿过哥伦比亚第二大城市麦德林和其市区。